# Портрет принца Бальтазара Карлоса в охотничьем костюме
Портрет принца Бальтазара Карлоса в охотничьем костюме — портрет Бальтазара Карлоса, принца Астурийского, написанный Диего Веласкесом в 1635 году. В настоящее время картина находится в музее Прадо.

## История создания картины
Король Испании Филипп IV заказал у Диего Веласкеса серию портретов на тему охоты. Все картины предназначались для королевского охотничьего домика Торре-де-ла-Парада, построенного на горе Пардо, недалеко от Мадрида. Охотничий домик позднее был преобразован в художественный музей в котором хранились десятки полотен «Метаморфоз» по Овидию и картины на тему охоты, выполненные Питером Паулем Рубенсом и его подмастерьями также для этого домика короля. Охотничий домик предназначался исключительно для королевской семьи и её ближайшего окружения. Собрание картин, созданных для украшения интерьеров королевского охотничьего домика, стало одной из самых полных коллекций испанской живописи на тему мифологии и жанра ню. В XVIII веке домик был разрушен, но многие картины, в том числе и охотничьи портреты короля, его сына Бальтазара и младшего брата Филиппа IV Фердинанда работы Веласкеса, сохранились.
Диего Веласкес написал ещё две картины на тему охоты для интерьеров постройки: портрет Филиппа IV в охотничьем костюме и портрет кардинала-инфанта Фердинанда Австрийского в охотничьем костюме. У трех работ есть много общего. Изображения композиционно выполнены в полный рост. Фигуры короля Филиппа IV, его сына Бальтазара и младшего брата Фердинанда развёрнуты к зрителю в три четверти. Они все держат в руках охотничьи ружья и одеты в костюмы предназначенные для охоты. Веласкес создал немало разнообразных картин на охотничью тематику, но ни одна из них, кроме этих трёх, на сегодняшний день не находится в Испании.

## Описание
Принц Бальтазар Карлос одет в охотничий костюм. На принце тёмно-коричневый плащ с рукавами, широкие брюки для верховой езды, серая вышитая блуза, кружевной воротник, сапоги до колен и охотничье ружьё специально уменьшенного размера для королевского инфанта. На картине также изображены две собаки, которые очень часто присутствуют на подобных картинах в силу жанровой обусловленности. Одна собака крупная. Художник решил изобразить её спящей, чтобы она не отвлекала на себя внимание от небольшой фигуры принца: у собаки большие уши и голова, лежащая на земле. Другая собака, справа на картине, представляет собой борзую, чья голова достигает по высоте руки короля-ребёнка. Она внимательно смотрит на принца. Принц стоит под сенью дуба. Фоновый пейзаж представлен лесом Пардо и голубыми мадридскими горами на расстоянии. Небо серое, можно предположить, что это осенний день, и оно полно облаков.
Критики отмечают мастерство художника в изображении головы принца.